# Nkimi
Nkimi è una città della Guinea Equatoriale. Si trova nella Provincia Centro Sud e ha 3.313 abitanti.

## Popolazione
I primi ad abitare l'area furono tribù provenienti da nord e dalla costa, nella zona di Bata. Attualmente la popolazione è costituita da Obuk (35%), Fong (20%), Esendeng (10%), Eseng (10%), Esesis (10%), Esamotua (5%) ed Esangui.

## Storia
Il nome Nkimi deriva da un ruscello molto piccolo che passa appena fuori città.
Il villaggio è stato fondato nel 1918-1925, ed è stato costruito nel 1960, durante la colonizzazione spagnola.
Uno dei fondatori del villaggio, Andres Ndong Miko, degli Esendeng, profetizzò ai suoi fratelli che la terra dove stavano piantando caffè e cacao, un giorno sarebbe diventata una grande città. Altri leader locali furono Esono Asila, degli Obuk, e Nguema Nsue, dei Fong. I tre diressero il villaggio con grande capacità. 
La struttura del villaggio è rettangolare. Il primo sindaco, Estanislao Esono Asue, divise la cittadina in tre aree. La prima, arrivando da Bata, è Obuk Nkimi. Poi si incontra Esendeng Nkimi, dove vivono anche Esamotua, Esangui ed Esesis, dove si trova il centro della città ed il Municipio, la stazione di polizia, l'ospedale, la scuola, la chiesa parrocchiale, ecc. Infine si trova Fong-Eseng Nkimi. 
Durante il periodo coloniale spagnolo, il villaggio si sviluppò molto e fu un punto strategico per i missionari spagnoli, che costruirono la scuola e la chiesa, dopo averne costruite a Nkue e Niefang. Durante il periodo coloniale gli spagnoli costruirono anche diversi appartamenti, una piscina e un pozzo. 
La città ha attualmente un ospedale, una parrocchia, una stazione di polizia, un'antenna per cellulari, il segnale televisivo satellitare nazionale e internazionale, un Municipio e un Istituto per il Baccalaureato, oltre al Collegio. 
La festa patronale è il 25 luglio, Santiago Apostolo. 
Il reverendo Padre D. Ignacio Ondo Oyana è stato il primo pastore di Nkimi, nominato dal vescovo di Bata, Monsignor D. Anacleto Sima nel 1997.

## Economia
L'economia locale si basa sulla sussistenza. La principale attività economica è la pesca, dal momento che il fiume Wele, il più grande fiume della Guinea, passa vicino alla città. Tradizionalmente le donne si guadagnano da vivere vendendo i prodotti che portano dai loro frutteti (banane, manioca, arachidi), prodotti che a loro volta li servono per nutrire le loro famiglie.